# ریدرکرک
ریدرکرک (به هلندی: Ridderkerk) یک منطقهٔ مسکونی در هلند است که در هلند جنوبی واقع شده‌است. ریدرکرک −۱ متر بالاتر از سطح دریا واقع شده‌است.